# Oppidum du Grand Clapier
L'oppidum du Grand Clapier, aussi appelé localement oppidum des Blaques, est un oppidum protohistorique celto-ligure, situé sur la commune de Céreste, dans le département des Alpes-de-Haute-Provence, en région Provence-Alpes-Côte d'Azur, France.
Il est particulièrement notable pour son ancien rempart en pierres sèches de 470m de longueur – en un seul étirement – sur 20m de large, ainsi que pour les restes de ses seize tours défensives.

## Présentation
Le site du Grand Clapier est un éperon barré par un imposant rempart en pierres sèches, ﬂanqué d'au moins 12 tours (ou bastions avancés).
La surface enclose est constituée d'un plateau naturel de près de 6 hectares – en ce sens similaire à d'autres oppida provençaux (celto-ligures). Mais il présente la particularité d'être très pauvre en mobilier archéologique. Des recherches archéologiques conduites en 2005 conﬁrment cette rareté et livrent la datation de l'ouvrage : une phase de développement relativement brève, à placer au tournant du Ve siècle av. J.-C.
Le caractère grandiose de l'ensemble est évident, avec des tours qui semblent trop grandes pour ce site ; mais la technique de construction en pierre sèche, parfois approximative et n'ayant pas résisté au temps, suggère un eﬀet plus symbolique qu'effectivement militaire. On peut raisonnablement supposer que le site a rempli une fonction politique ou sociale importante au premier âge du Fer. Il est l'exemple le plus complet – et le plus extravagant, si ce n'est le plus inefficace – d'un rempart d'oppidum celto-ligure dans l'arrière-pays provençal.
Du fait de son rôle de vigie, mais aussi grâce à son agriculture de rosée que permet sa situation en plateau, le site dispose de tous les atouts pour le maintien d'une population de plusieurs centaines de personnes dans cet espace villageois. Pourtant, les traces archéologiques ne laissent aucun doute sur la brièveté et sur la rareté de son habitation réelle à cette période (Ve siècle avant). Il peut être supposé que le site fut réalisé comme un projet inabouti ou une démonstration de force par une famille de la tribu albique – au temps où l'arrière-pays semble «découvrir» les fortifications en pierre au contact des Phocéens – et que des événements d'ordre socio-économique n'ont pas permis la pleine utilisation de cette nouvelle implantation.
Il a été imaginé qu'on pourrait associer ce lieu à des «travaux-festins», sorte de lieu rituel mobilisant plusieurs centaines ou milliers d'individus dans une construction grandiose mais n'ayant pas vocation à être habitée. D'autres supputations mentionnent l'implantation d'un chef-lieu (ou «capitale») semi-sédentaire, habité seulement une partie de l'année, comme certaines capitales africaines de la même époque.

## Situation
Situé à la pointe collinaire de son plateau, l'oppidum domine clairement la confluence de l'Encrême et du Calavon, deux rivières locales d'importance agricole. Il dépend à l'époque de la tribu celto-ligure des albiques, population alliée des Salyens mais attachée à l'arrière-pays provençal (plateau d'Albion, Monts de Vaucluse).
Mais, plus pertinent encore : 1) il est situé en face d'un autre oppidum collinaire – l'Oppidum de la Vache d'Or (à Viens) – avec un contact visuel facile ; 2) à partir de la seconde moitié du IIe siècle avant notre ère, il est situé sur le tracé de la Via Domitia, route reliant l'Ibérie à la péninsule italique par les Alpes (alors route préférée par les romains, car plus sûre).

## Historique

### Préhistoire
La question de savoir si ce site était habité au néolithique, voire au paléolithique, n'est pas tranchée. Aucune source académique contemporaine ne mentionne une occupation avant la deuxième moitié du premier millénaire avant notre ère. Il est cependant clair que la situation du site, à la confluence de l'Encrême et du Calavon, est avantageuse tant du point de vu défensif que du point de vu agricole, y compris durant le néolithique.

### Protohistoire
L'apparition de la muraille date de la fin de l'âge du fer (tournant du Ve siècle av. J.-C.) sur le territoire de la tribu des albiques.
Malgré son influence méditerranéenne (notamment phocéenne à partir du VIIe siècle av. J.-C., voir la rubrique «Architecture» ci-dessous), il serait réducteur de n'y voir qu'une réaction du contact de la civilisation celto-ligure à celle de la Grèce antique.
Ainsi, Isoardi et al. (2021) met en avant la charge symbolique de la construction d'un tel ouvrage pour la tribu bénéficiaire. Il s'agirait potentiellement de marquer une limite ou une présence territoriale au sud de la région occupée par les albiques et bordant celle des dexivates.

### Antiquité
Les traces d'habitat durant l'antiquité romaine à l'oppidum ne sont pas connues.

### Moyen Âge
Avec le déplacement de l'habitat des plaines (durant l'Empire) vers des hauteurs fortifiées exiguës (au Moyen Âge), il est très peu probable que ce site albique en plateau et isolé du village médiéval ait servi de quelconque fortification. Mais son plateau a certainement continué d'être exploité.

### Période contemporaine
Les premières fouilles professionnelles n'ont eu lieu qu'après les années 1970 et ont connu un développement maximal en 2005 avec les fouilles de P. Boissinot et D. Peyric (publications en 2005, 2008 et 2009, voir références).

## Architecture
Comme pour la plupart des oppida provençaux, le site ne se limitait pas à une simple muraille ; il devait en effet avoir été planifié pour accueillir des formes d'habitations (en bois ?) – temporaires ou pérennes – dont il ne reste quasiment aucune trace aujourd'hui.
Le rempart nord a été conçu en pierre sèche et faisait originellement de 3 à 5m de hauteur, sur 10 à 20m d'épaisseur totale, certainement sur deux murs (extérieur et intérieur) en comptant des courtines, bastions et chemins de ronde intégrés. La raison de la construction d'un mur si imposant pour l'époque n'est pas encore complètement élucidée ; néanmoins, elle témoigne d'une volonté affichée de marquer le paysage d'un symbole administratif ou politique fort pour les albiques.
Les douze à seize tours en avancée qui ponctuaient la muraille mesuraient chacune environ 9m par 8m.
D'autres murets, pavages et traces de fondations subsistent à travers le site.
Avec sa technique de construction en pierre sèche, à «flanquement multiple» et sans cordeau (forme serpentiforme sur ses presque 500m), ses larges et nombreuses tours et ses 6 hectares de surface, le Grand Clapier peut faire penser à l'oppidum de Constantine, dont la construction est quasi-contemporaine.
L'architecture particulière de la muraille a longuement posé question et continue d'interroger après plusieurs publications académiques et archéologiques sur ce sujet. La grandiloquence et la multiplication de tours et de bastions indique qu'il s'agirait effectivement d'une influence architecturale grecque sur les peuples ligures de l'arrière pays provençal, qui se produit à partir de l'installation des comptoirs commerciaux phocéens en Provence côtière, dont Massalia est le principal (avec les comptoirs satellites de : Agathé Tychè, Olbia, Athénopolis, Antipolis, Nikaïa, ou encore Monoïkos).
Entre chaque tour, les distances sont variables et les tours elles-mêmes font l'objet d'une métrologie fluctuante, autour de 9m par 8m. L'instabilité de certaines parties de cette construction en pierre sèche a d'abord étonné les archéologues, jusque dans les années 2000. Pour stabiliser les courtines, il est possible que leur parement intérieur ait été bâti en gradins, ce qui expliquerait leur largeur exceptionnelle de 7,5m à la base.
Une entrée principale d'environ 3,5m de côté a aussi été identifiée, encadrée de deux tours, aux deux tiers à l'Ouest du rempart.
Malgré l'absence de toute étude archéologique jusque dans les années 1980, l'historien et directeur de recherche au CNRS Guy Barruol le mentionne en 1961 au lieu-dit Les Blaques dans sa «Synthèse sur les Oppida pré-romains et romains en Haute Provence» (Barruol 1961, p. 87). Il s'agit pour lui d'un oppidum dont l'aire intérieure est divisée en 3 zones par 2 murs perpendiculaires à la muraille, l'époque d'occupation restant à préciser par des fouilles, étant donné le caractère infructueux des ramassages de surface. Il faudra cependant attendre l'année 1987 et le survol du site par G. Congès pour que la courtine et le découpage de ses diﬀérentes tours apparaissent avec une grande clarté, justiﬁant l'interprétation préalable du premier historien (voir photo).
Boissinot et Peyric (2005) suggèrent que le site aurait pu être abandonné, sitôt construit, pour un lieu plus apte à la défense ou moins coûteux, par exemple l'oppidum de la Vache d'Or voisin (à Viens). La question se pose même de l'achèvement du Grand Clapier.

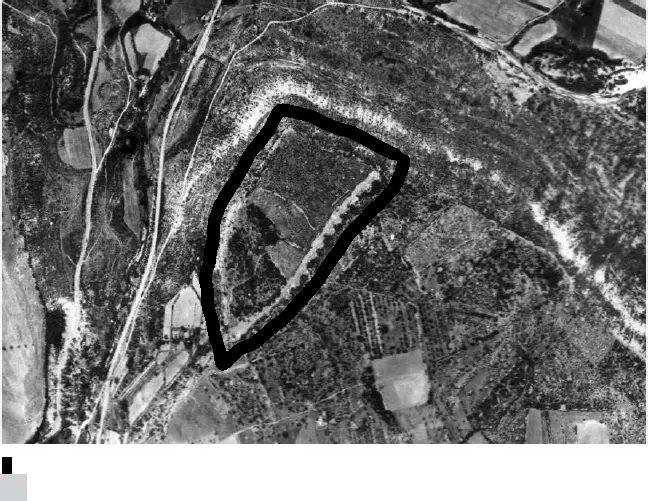
Vue aérienne en 1944 (entouré) ; selon G. Barruol (1967) le site semble divisé en trois parties
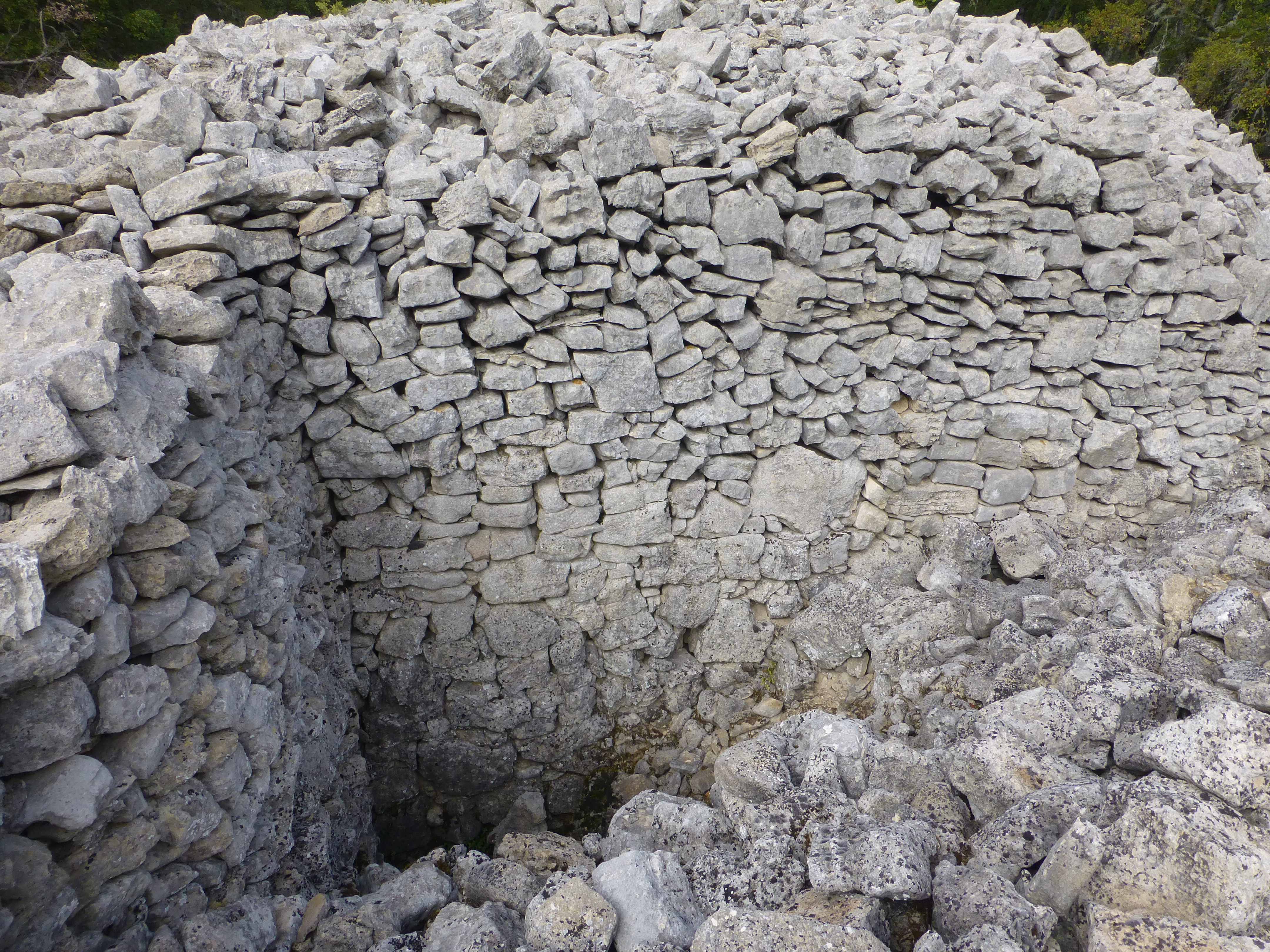
Mur à angle droit (bastion ou tour)
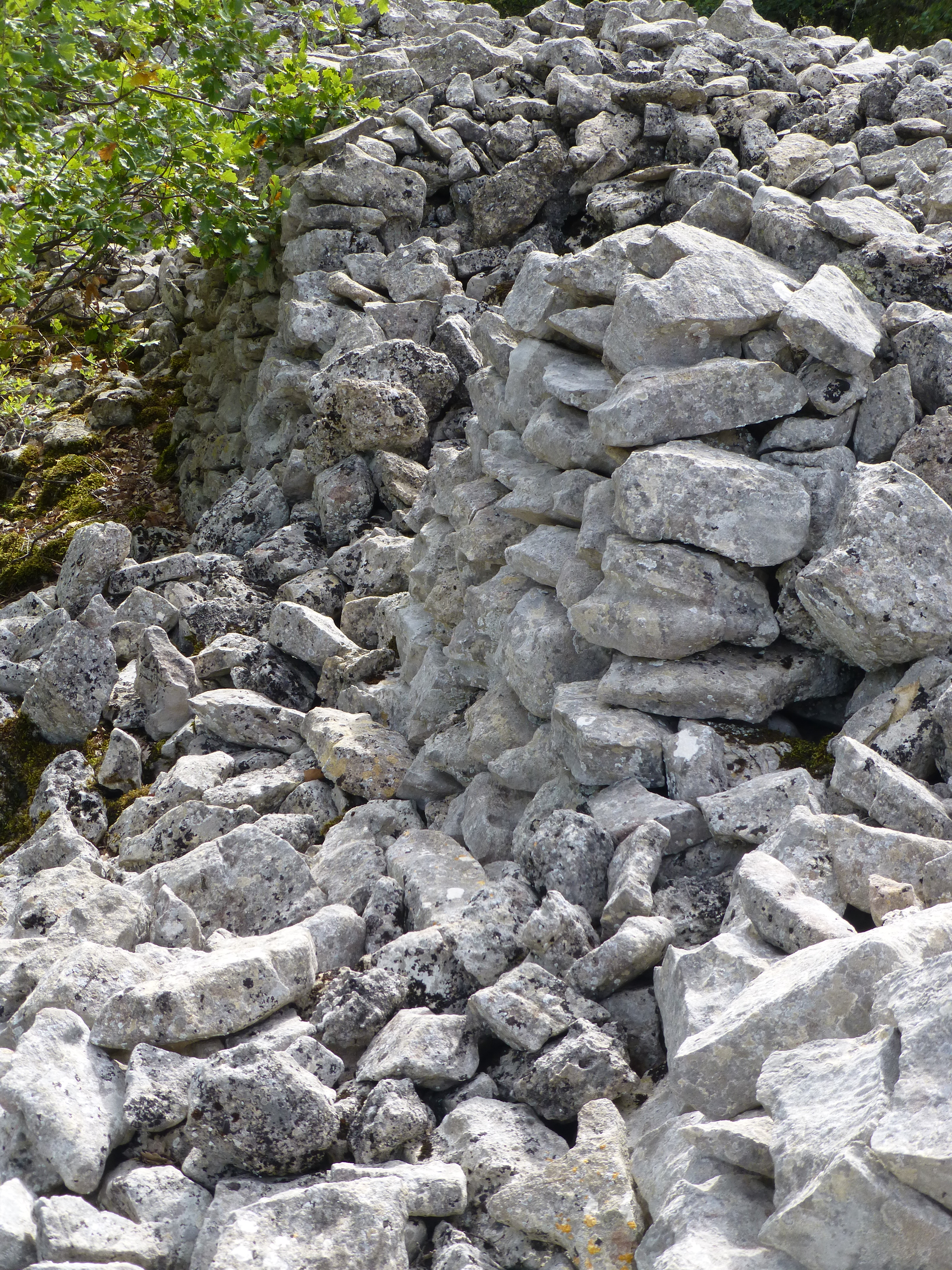
Reste d'élévation du mur en pierre sèche du rempart (côté Nord, extérieur)
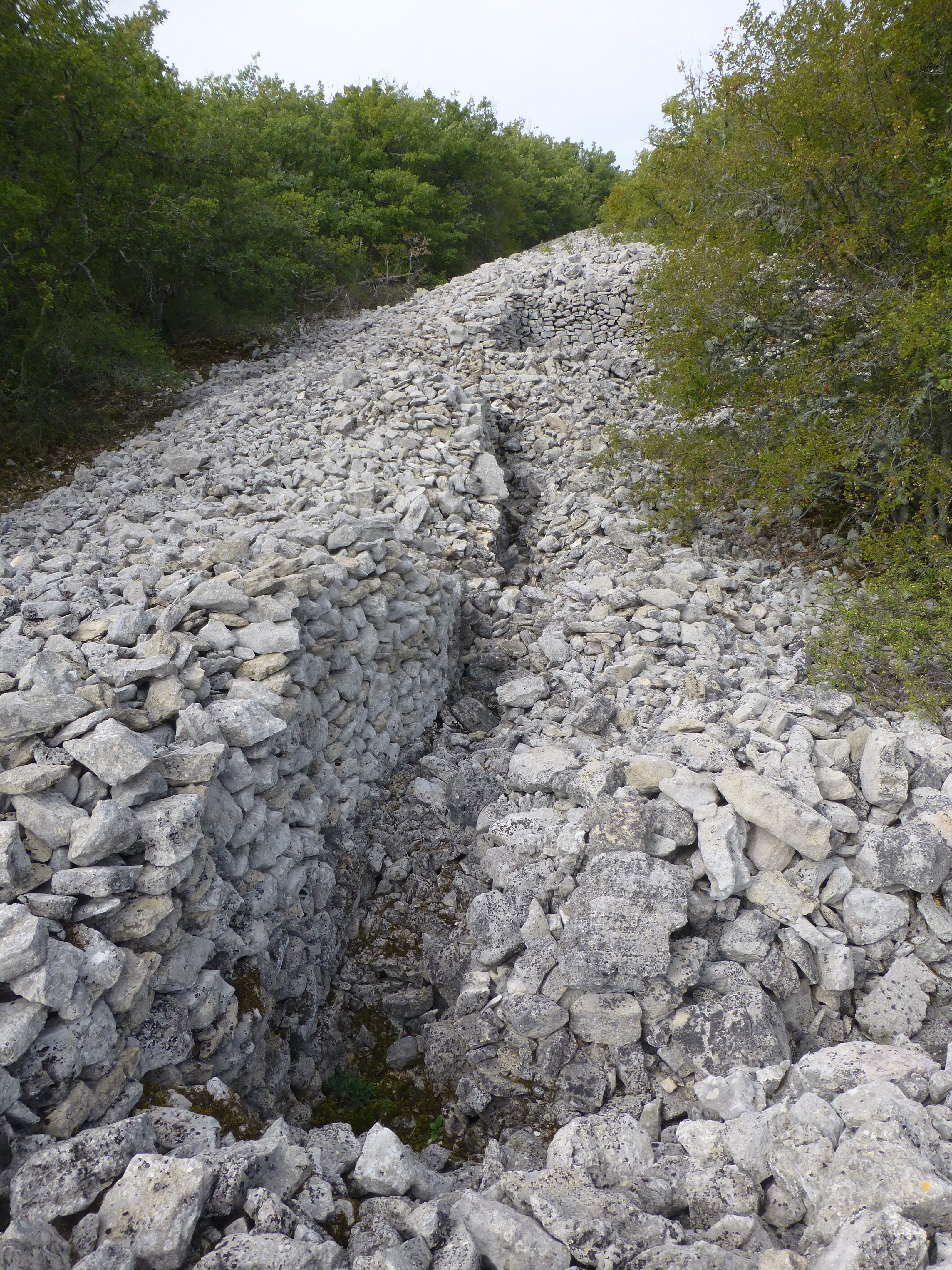
Courtine et chemin de ronde (?)
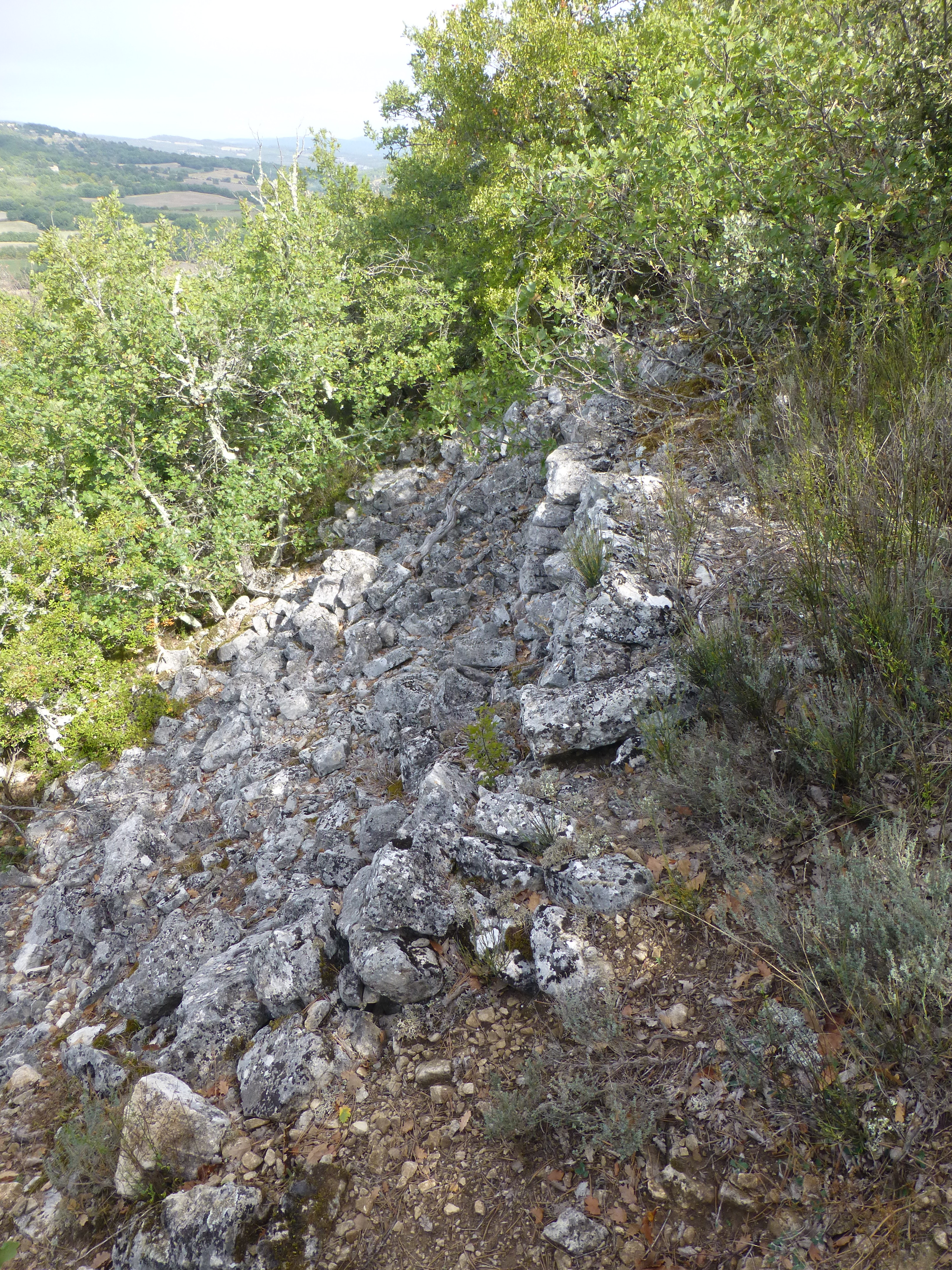
Mur de soutènement Ouest, en continuité du rempart
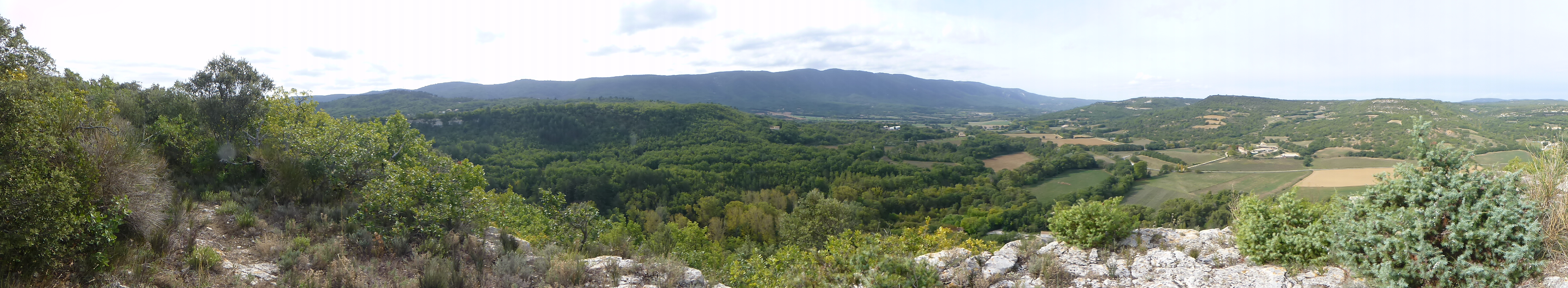
Panoramique de la confluence Encrême-Calavon depuis l'extrémité sud
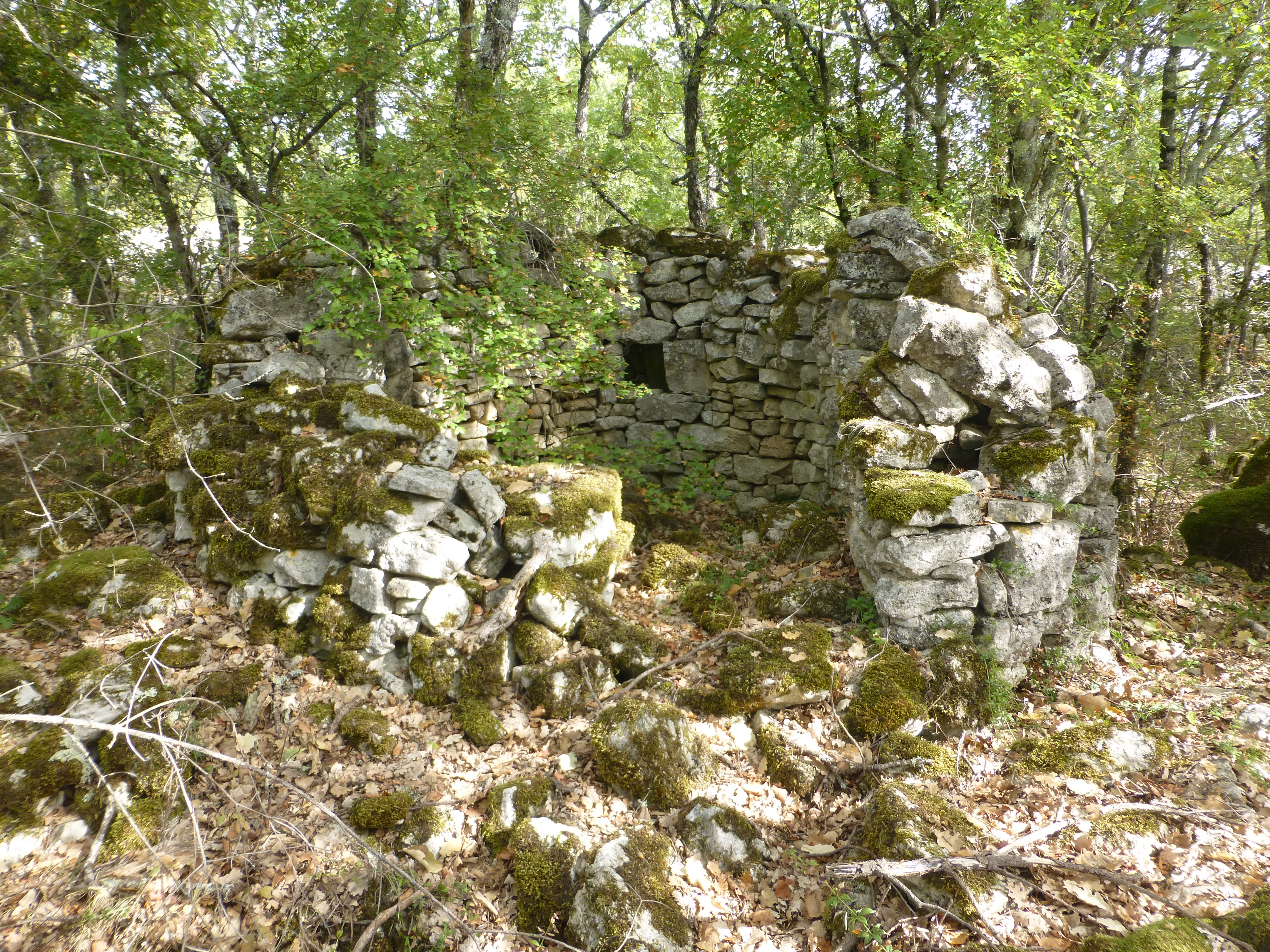
Borie postérieure à l'établissement de l'oppidum

## Protection
Le site ne fait l'objet d'aucune protection.